# Warentransportband

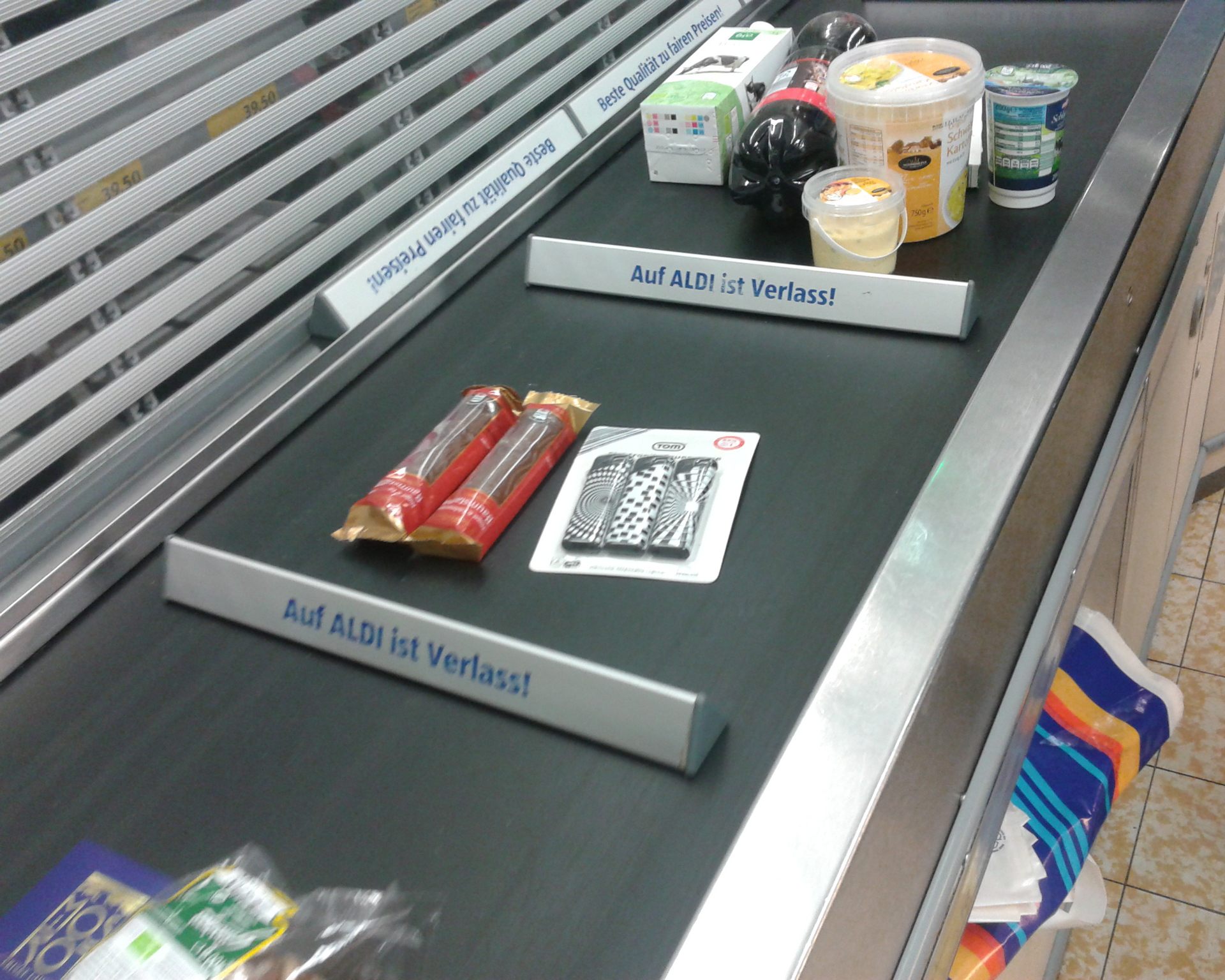
Kassenband

Als Warentransportband oder Kassenband bezeichnet man ein Förderband, wie man es häufig an der Kasse (Warenzellenkassenstand) z. B. eines Supermarktes antreffen kann. Die Ware wird aus dem Einkaufswagen oder Warenkorb entnommen und auf das Warentransportband gelegt,
- damit der/die Kassierer/in die Ware einfach und zügig weiterverarbeiten kann
- damit alle Ware gut sichtbar angeordnet und damit Diebstähle verhindert werden
- um die Waren einzelner Kunden voneinander unterscheiden zu können.

Bei den im Einzelhandel verbreiteten Warentransportbändern ist üblicherweise eine Automatik mit Lichtschranke eingebaut, die das Band immer genau dann einschaltet, wenn ein bestimmter Bereich direkt vor der Kasse frei ist. Das Band wird dann solange bewegt, bis neue Ware in diesem Bereich ankommt und vom Kassierer bearbeitet werden kann; hier wird manuell oder mittels einer Scanvorrichtung der Preis bzw. eine Produktkennnummer der Ware ermittelt und in der Kasse verarbeitet. Daran anschließend befindet sich eine Ablagefläche oder -lade, in der die Ware z. B. während des Zahlvorgangs zwischengelagert wird. Ältere Kassenbänder wurden vom Kassierer mit einem Fußschalter betätigt.
Um die Waren einzelner Kunden voneinander zu trennen, wird meist ein Warentrenner auf das Band gelegt.